# چشمه جوانی (فیلم)
چشمه جوانی یا آب زندگانی (به انگلیسی: Fountain of Youth) یک فیلم سرقت اکشن ماجراجویی آمریکایی محصول سال ۲۰۲۵ به کارگردانی گای ریچی و نویسندگی جیمز وندربیلت است. جان کرازینسکی، ناتالی پورتمن، دامنل گلیسون، ایزا گونزالس، لاز آلونسو، کارمن اجوگو و استنلی توچی در این فیلم بازی می‌کنند. کرازینسکی و پورتمن نقش یک خواهر و برادر را بازی می‌کنند که از هم جدا شده‌اند و با هم متحد می‌شوند و سفری را برای یافتن آب زندگانی آغاز می‌کنند.
چشمه جوانی در ۲۳ مه ۲۰۲۵ در اپل تی‌وی پلاس منتشر شد و نقدهای متفاوتی از سوی منتقدان دریافت کرد.

## داستان
لوک پردو، باستان‌شناس بی‌آبرو، تابلویی را از دست جنایتکاران در تایلند می‌رباید و نقشهٔ ازمه و افرادش برای تصاحب آن تابلو را نقش بر آب می‌کند. در لندن، لوک خواهرش شارلوت را غافلگیر می‌کند؛ او سرپرست یک موزه است و در حال طلاق از شوهر خیانت‌کارش، هارولد، است. لوک تابلوی دیگری را از موزه می‌دزدد و شارلوت را وسوسه می‌کند تا همراه او و دو هم‌دستش، مورفی و دِب، فرار کند و فاش می‌کند که همچنان راه پدرشان را در گنج‌یابی ادامه داده است.
شارلوت تحت بازجویی بازرس جمال عباس از اینترپل قرار می‌گیرد، از کار اخراج می‌شود و به مخفیگاه لوک می‌رود، جایی که با اوون کارور، سرمایه‌دار در حال مرگ و تأمین‌کننده مالی گروه برای یافتن آب حیات آشنا می‌شود. یادداشت‌های پدرشان فاش می‌کند که یک انجمن مخفی با عنوان «نگهبانان راه» برای قرن‌ها این چشمه را مخفی کرده‌اند، اما جناحی مخالف، سرنخ‌هایی را در شش تابلوی تاریخی پنهان کرده‌اند که لوک دزدیده، از جمله تابلوی سر مسیح اثر رامبراند که از موزه برداشته شده. شارلوت اعتراف می‌کند که تابلوی سر مسیح بدل است و با بی‌میلی به گروه می‌پیوندد.
تابلوی اصلی در حادثهٔ غرق شدن کشتی آرام‌اس لوزیتانیا از دست رفته است. گروه بخش درجه‌یک کشتی را به سطح آب می‌آوردند و پس از یافتن تابلو در گاوصندوق آلفرد گوین وندربیلت، لوک و شارلوت توسط ازمه و دیگر نگهبانان راه با تهدید اسلحه روبه‌رو می‌شوند، اما با تابلو از لاشهٔ در حال غرق فرار می‌کنند. پس از بازگشت به لندن، سرنخ‌های تابلوها آن‌ها را به سراغ نسخهٔ خاصی از «انجیل شریر» می‌برد، اما پیش از آنکه به نتیجه برسند، مخفیگاهشان توسط عباس شناسایی شده و سپس توسط گنگسترهای تایلندی مورد حمله قرار می‌گیرند. با آغاز تیراندازی، لوک همراه گروهش می‌گریزد.
با قبول شغلی در خارج از کشور توسط هارولد، شارلوت تصمیم می‌گیرد پسرشان توماس را با خود به وین ببرد و به گروه بپیوندد. در کتابخانه ملی اتریش، آن‌ها «انجیل شریر» را بررسی می‌کنند و بار دیگر لوک توسط ازمه غافلگیر می‌شود که هشدار می‌دهد چشمه نیرویی هولناک دارد که او از درکش ناتوان است. با وجود این هشدار، آن‌ها انجیل را می‌دزدند، اما شارلوت به خاطر خطراتی که توماس را تهدید می‌کند گروه را ترک می‌کند. توماس او را مجاب به بازگشت می‌کند، چرا که متوجه شده کد پنهان‌شده در انجیل در واقع نُت‌های موسیقی است. گروه درمی‌یابد که این نغمه باستانی در ستایش هفت شگفتی دنیای باستان است و محل چشمه در گذرگاهی مخفی تازه‌کشف‌شده در زیر اهرام بزرگ جیزه قرار دارد.
ازمه با رهبر نگهبانان راه دیدار می‌کند و او یادآور می‌شود که برای حفظ بشریت باید به هر قیمتی مانع از کشف چشمه شود. در قاهره، کارور با نیروهای مزدور مسلح خود هرم را تحت کنترل درمی‌آورد و لوک، شارلوت و توماس را مجبور به گشودن گذرگاه مخفی می‌کند. عباس با کاروانی از مأموران اینترپل وارد می‌شود، اما در برابر مزدورها کم می‌آورد و دِب هنگام کمک به مورفی زخمی می‌شود. ازمه و نگهبانان همراهش بر مزدوران غلبه می‌کنند و او همراه عباس به تعقیب دیگران به درون گذرگاه می‌پردازد.
در اعماق هرم، لوک و همراهانش چشمه را می‌یابند. شارلوت پی می‌برد که کارور بیمار نیست و صرفاً می‌خواهد قدرت چشمه را برای خودش نگه دارد. کارور به بازوی لوک شلیک می‌کند و او را مجبور به نوشیدن از چشمه برای آزمایش اثرات آن می‌کند. قطره‌ای از خون لوک باعث می‌شود آب جادویی چشمه او را با رؤیای زندگی جاودان وسوسه کند، در حالی که بهای آن جان شارلوت و توماس است. لوک درمی‌یابد که نفرین چشمه در این است که انرژی به‌دست‌آمده از عزیزترین افراد گرفته می‌شود، پس از نوشیدن امتناع می‌کند و جراحتش به‌طور معجزه‌آسا التیام می‌یابد.
عباس و ازمه درست در لحظه‌ای به اتاق می‌رسند که کارور از آب چشمه می‌نوشد، اما چون تنها به خودش اهمیت می‌دهد، زندگی‌اش از او گرفته می‌شود. ازمه با کلیدی که از رهبر نگهبانان گرفته، اتاق را مهر و موم می‌کند و کارورِ پیرشده را در آن به دام می‌اندازد، در حالی که بقیه می‌گریزند. شارلوت عباس را قانع می‌کند که کارور را مقصر همهٔ جرائم معرفی کند و ازمه با لوک خداحافظی می‌کند و هشدار می‌دهد که اگر به جست‌وجوی گنجینه‌های ممنوعه ادامه دهد، دوباره مسیرشان به هم خواهد رسید. در پایان، لوک به گروهش می‌پیوندد و شارلوت و توماس ماجراجویی بعدی‌شان را پیشنهاد می‌کنند.

## بازیگران
- جان کرازینسکی در نقش لوک پردو، برادر بزرگتر شارلوت
- ناتالی پورتمن در نقش شارلوت پردو، خواهر کوچکتر لوک
- ایزا گونزالس در نقش اسمی
- دامنل گلیسون در نقش اوون کارور
- آرین مؤید در نقش بازرس جمال عباس
- لاز آلونسو در نقش پاتریک مورفی
- کارمن اجوگو در نقش دب مک‌کال
- استنلی توچی در نقش پیر دانا[۳]
- بنجامین چیورز در نقش توماس[۳]
- مایکل اپ در نقش پراگر[۳]
- دنیل دی بورگ در نقش هارولد کراس
- استیو تران در نقش کاسم

## ساخت
فیلمبرداری در مارس ۲۰۲۴ در وین آغاز شد. و در اکتبر به پایان رسید.

## انتشار
«چشمه جوانی» در ۲۳ مه ۲۰۲۵ از طریق اپل تی‌وی پلاس منتشر شد و با واکنش‌های متفاوتی از سوی منتقدان مواجه شد.

## بازخوردها
این فیلم در وب‌سایت جمع‌آوری نقد و بررسی راتن تومیتوز براساس ۱۰۴ نقد دارای امتیاز ۳۶٪ است. نظر کلی این وب‌سایت این است: «با وجود تولیدی چشم‌نواز و چند صحنهٔ تأثیرگذار، چشمه جوانی نتوانسته بر داستانی کلیشه‌ای و کم‌هیجان غلبه کند؛ روایتی که موفق نمی‌شود خلاقیت فیلم‌های ماجراجوییِ بی‌شماری که از آن‌ها الهام گرفته را به تصویر بکشد.» این فیلم در متاکریتیک که در نمره‌دهی از میانگین وزنی استفاده می‌کند، بر اساس رای ۲۴ منتقد، امتیاز ۴۱ از ۱۰۰ را به این فیلم اختصاص داده است که نشان‌دهنده نقدهای «مختلط یا متوسط» است.